# Attaque aérienne sur une école de l'UNRWA
Le 17 octobre 2023, les  Forces de défense israéliennes frappent une école de l'Office de secours et de travaux des Nations unies pour les réfugiés de Palestine dans le Proche-Orient (UNRWA) dans le camp de réfugiés d'Al-Maghazi, dans la bande de Gaza,. L'UNRWA affirme qu'au moins 4 000 personnes se sont réfugiées dans l'école depuis le début de la guerre entre Israël et le Hamas.
Le 22 octobre, l'UNWRA confirme que 29 membres de son personnel ont été tués depuis le 7 octobre, dont la moitié étaient des enseignants de l'UNWRA. L'agence ajoute également qu'au 21 octobre, près de 180 civils réfugiés dans les écoles de l'UNRWA ont été blessés et douze tués, tandis que 38 installations de l'UNRWA ont été touchées par des frappes depuis le 7 octobre,.